# Hvidovre Stadion
Hvidovre Stadion eller Pro Ventilation Arena er et atletik- og fodboldstadion i Hvidovre. Stadionet er Hvidovre AM (atletik) og Hvidovre IFs (fodbold) hjemmebane. 
Opvisningsbanen blev etableret 1954, og tribunen blev taget i brug i 1970. Der er plads til cirka 12000 tilskuer, hvoraf cirka 4600 er siddepladser på tribunen.
Efter en omfattende renovering i 2016 er det nu Danmarks syvende stadion med otte rundbaner. Der er lagt varme i banen der gør at også atletikløbebane 1 og til dels også bane 2 vil være sne- og isfri. Stadion har et 1000 lux lysanlæg.

## Tilskuerrekord
14 000, Hvidovre IF mod Frem i 1966.